# Famille Wachtmeister
La famille Wachtmeister est une famille de l'aristocratie suédoise d'origine germano-balte dont les racines se situent sur l'île de Dagö, aujourd'hui en Estonie. Elle s'est installée dans le royaume de Suède à la fin du XVIe siècle et au début du XVIIe siècle, lorsque l'ordre Teutonique a été démantelé et qu'ils ont perdu leurs possessions territoriales non-nobiliaires. Leur nom signifie premier sergent en allemand. la branche des Wachtmeister de Björkö a reçu le titre de comte du royaume de Prusse en 1816.

## Personnalités

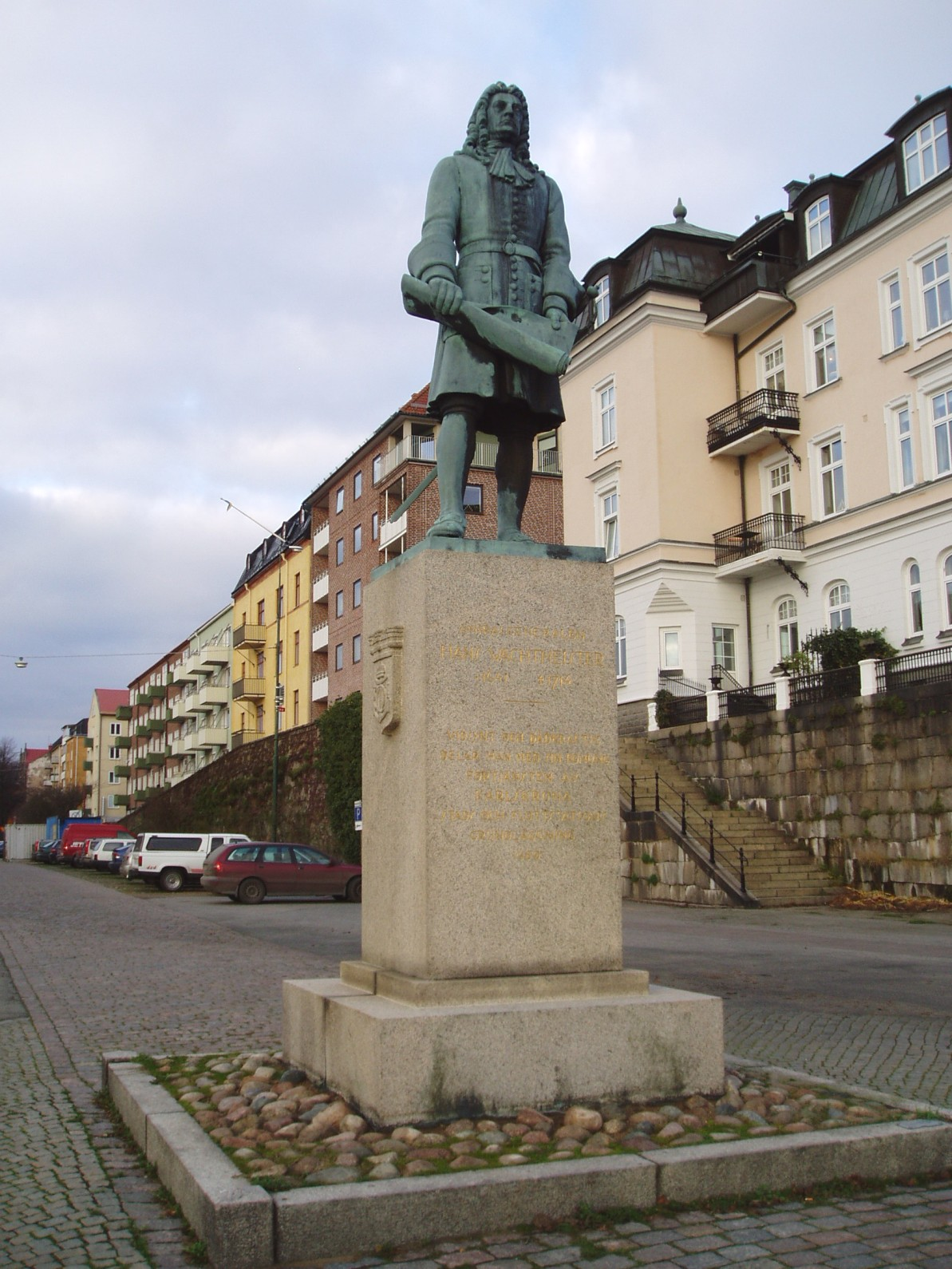
Statue de l'amiral-comte Hans Wachtmeister de Johannishus à Karlskrona

- Hans Wachtmeister (mort en 1590), originaire de Livonie, ancêtre de la branche suédoise de la famille, élevé à la noblesse dans la carrière des armes auprès des chevaliers teutoniques. Il se met au service de la Suède combattant en Livonie en 1569 et devient capitaine de cavalerie dans l'armée suédoise et anobli en 1578 en tant que chevalier allemand. Il devient colonel en 1581.
- Hans Wachtmeister de Björkö[1] (1609-1652), petit-fils du précédent, baron suédois
- Hans Wachtmeister de Johannishus (1641-1714), fils du précédent, comte suédois, amiral et conseiller intime
- Axel Wachtmeister de Mälsàker (de) (1643-1649), frère du précédent, comte suédois, Feld-maréchal et conseiller du roi
- Hans Wachtmeister, fils du précédent, comte suédois, adjudant-général
- Hans Gabriel Trolle-Wachtmeister (1782-1871), comte suédois, fils du comte Fredrik Georg Hans Carl Wachtmeister, propriétaire du château de Knutstorp, et de son épouse née Hilda Trolle. 
  - Leur lignée s'appelle désormais Trolle-Wachtmeister.
- Carl Wachtmeister (de) (1823-1871), comte suédois, ministre des Affaires étrangères de 1868 à 1871
- Constance Wachtmeister (1838-1910), théosophe suédoise
- Fredrik Wachtmeister (en) de Johannishus (1855-1919), comte suédois, ministre des Affaires étrangères, fils du comte Carl Wachtmeister (1823-1871)
- Wilhelm Wachtmeister (1923-2012), comte suédois, ambassadeur
- Gunilla Wachtmeister (1923-2016), épouse du prince suédois Carl Johan Bernadotte
- Ian Wachtmeister (1932-2017), comte suédois, industriel, écrivain, leader du parti Nouvelle Démocratie entre 1991 et 1994

## Domaines
- Château de Johannishus
- Château de Knutstorp
- Château de Marsvinsholm
- Château de Tistad
- Château de Vanås

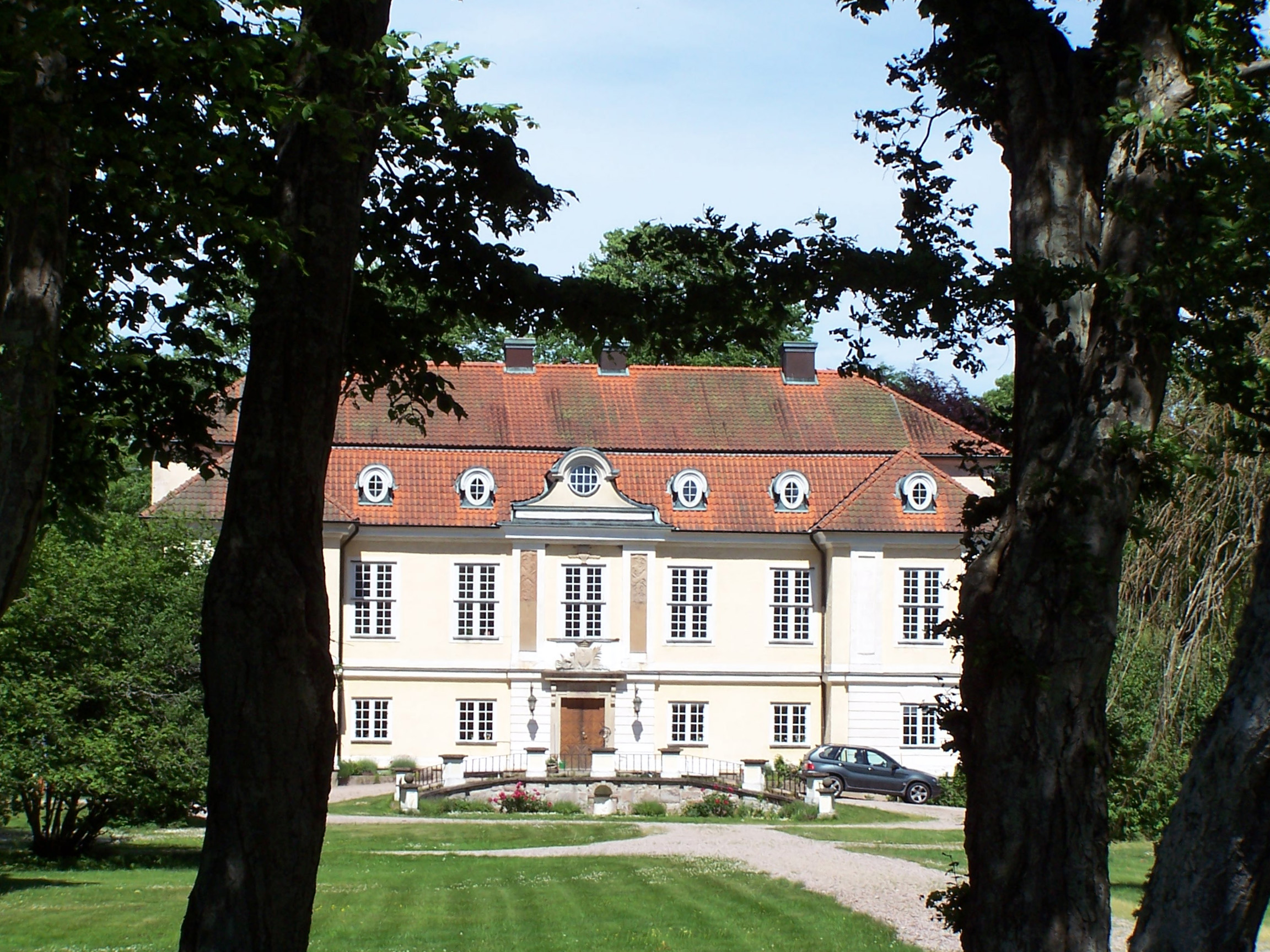
Château de Johannishus (depuis 1684)
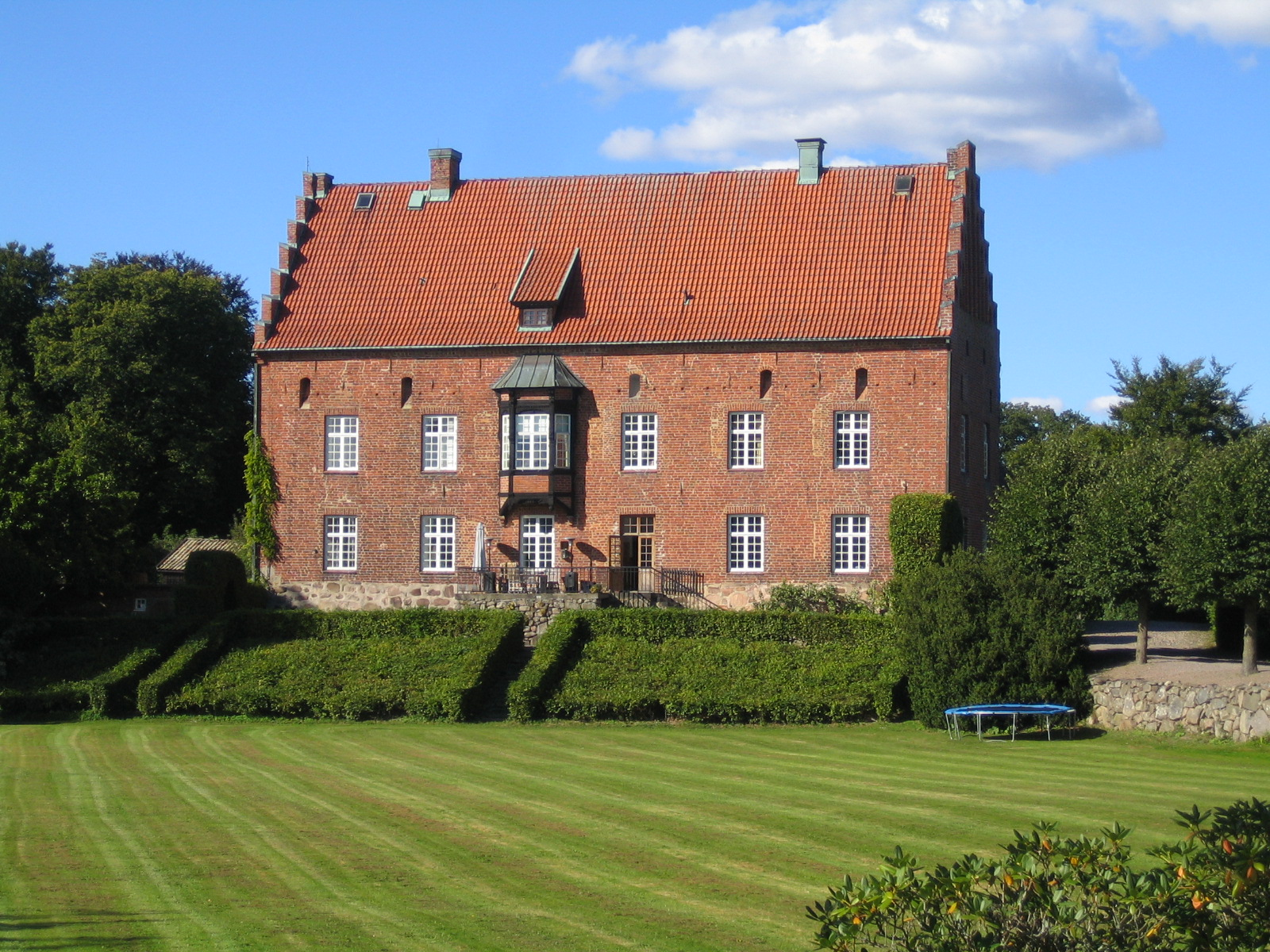
Château de Knutstorp (depuis 1771)
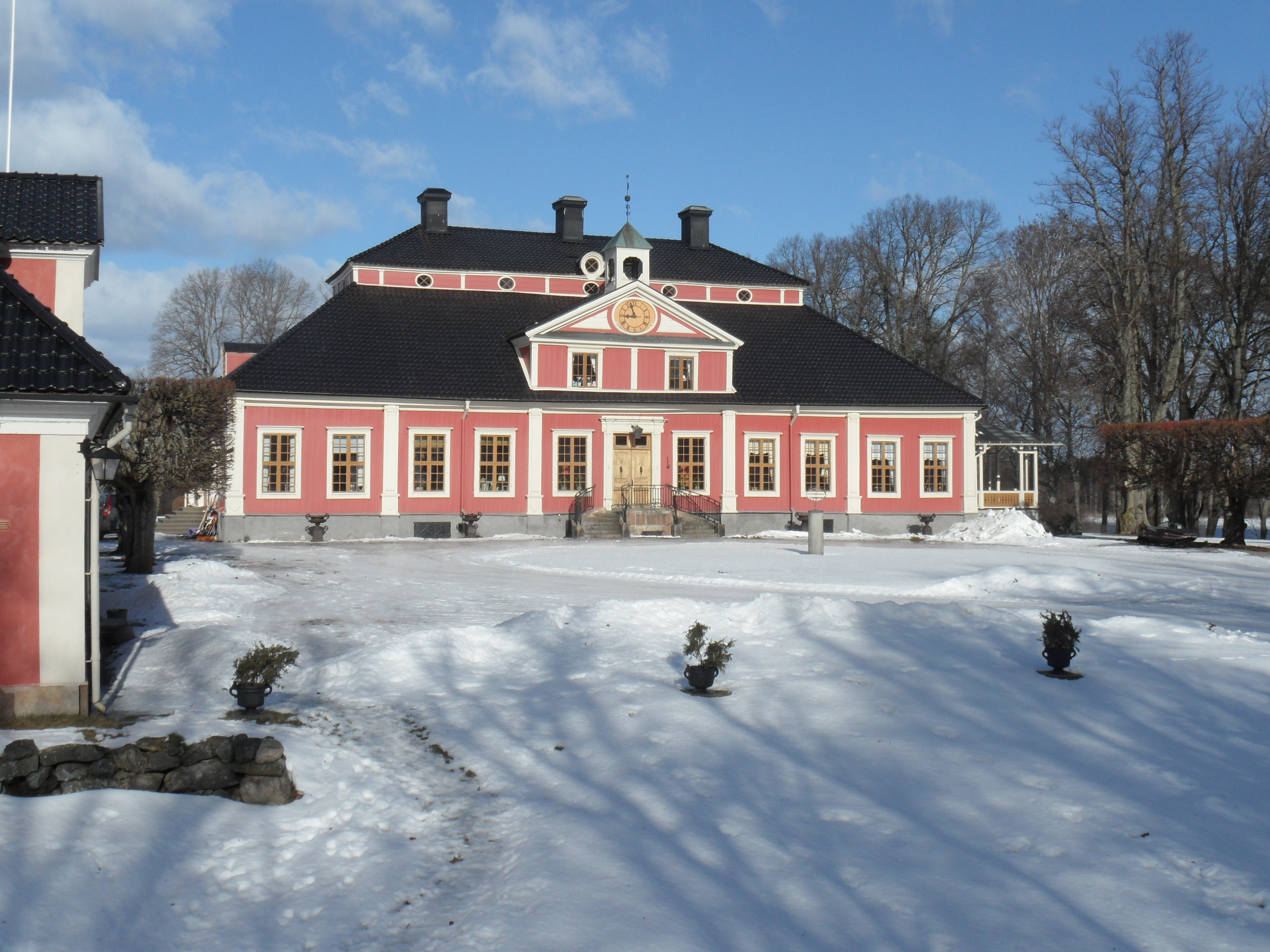
Château de Nääs (depuis 1796)
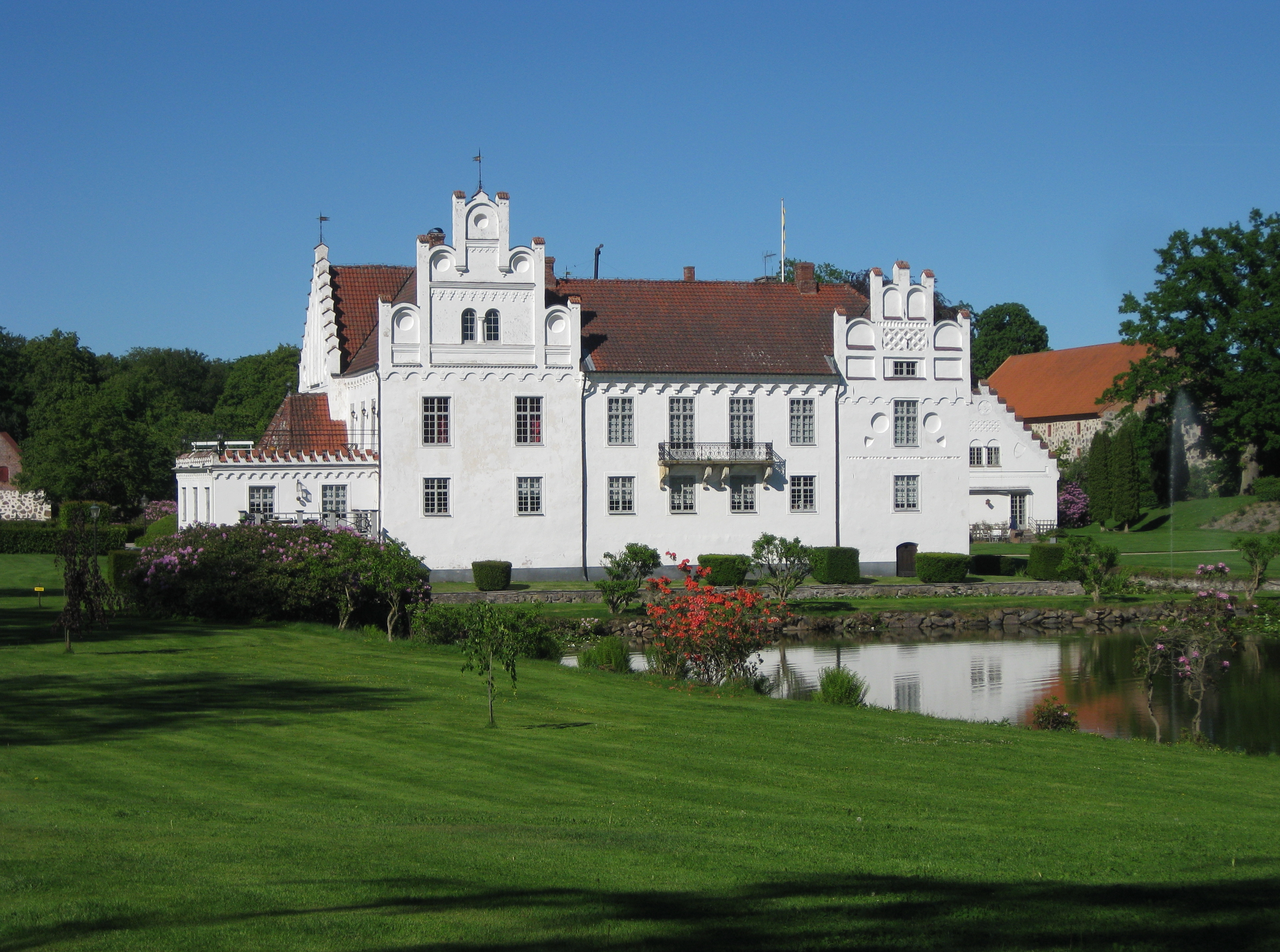
Château de Vanås (depuis 1801)
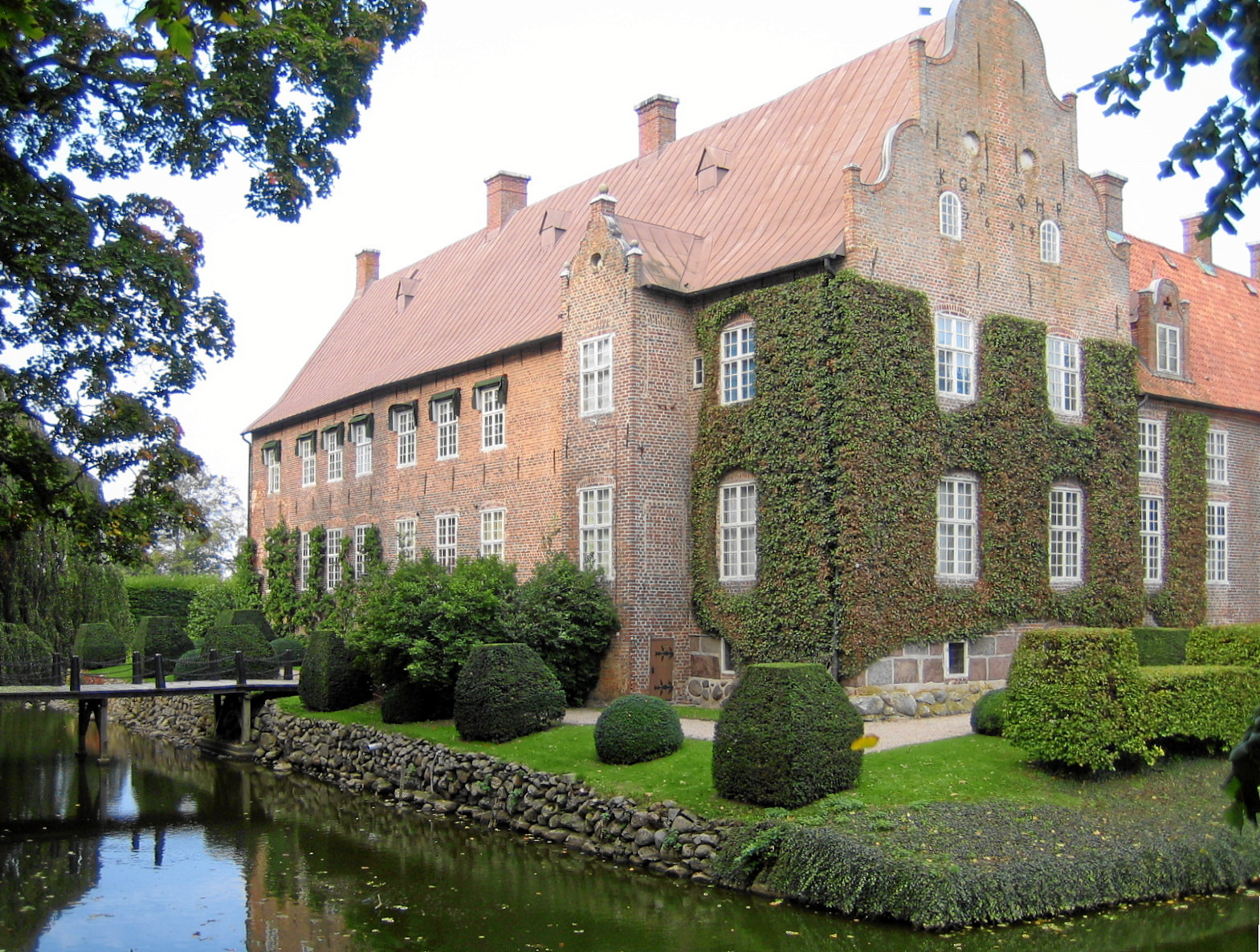
Château de Trolle-Ljungby (depuis 1810)
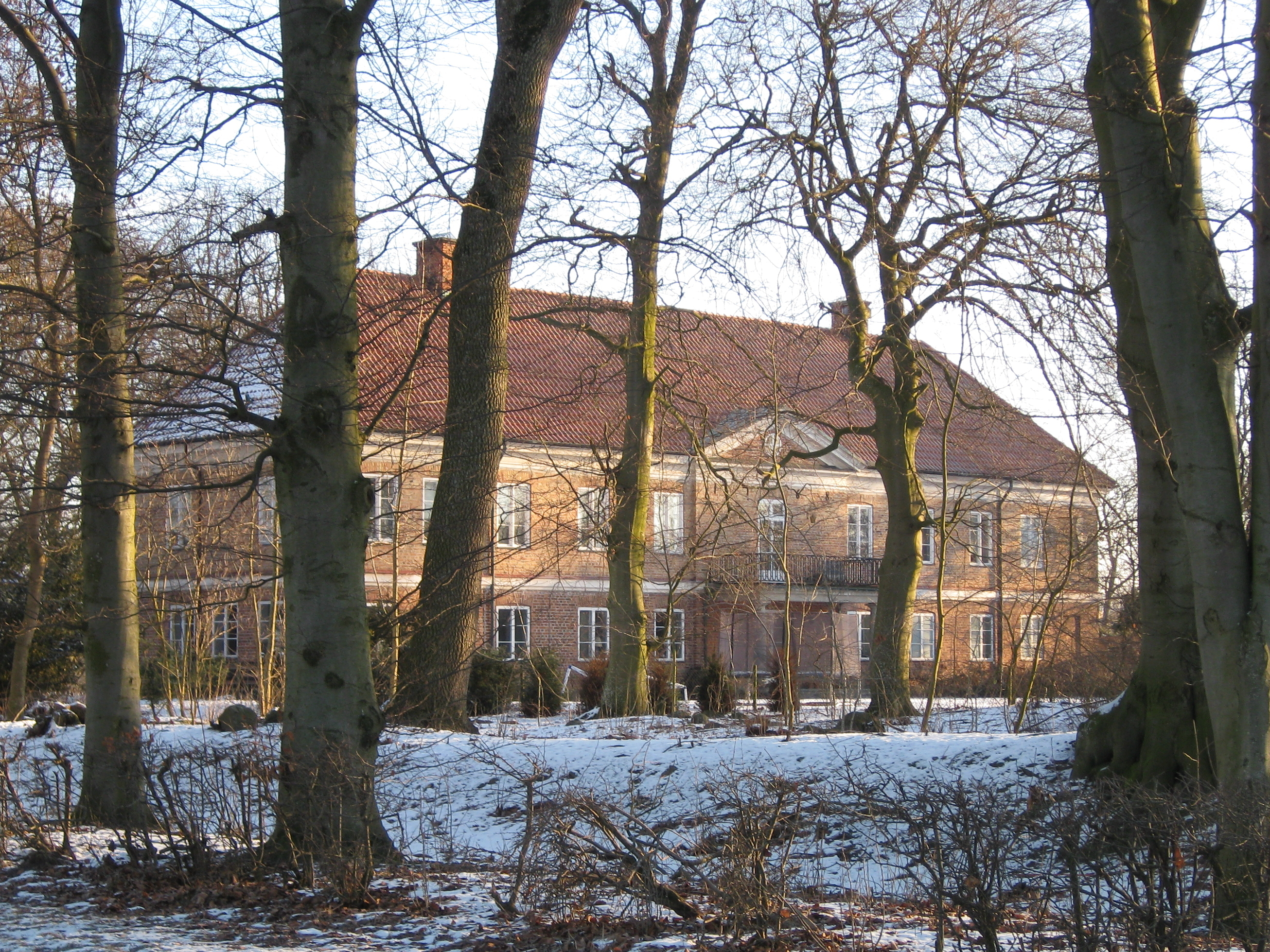
Château de Trolleberg (depuis 1810)
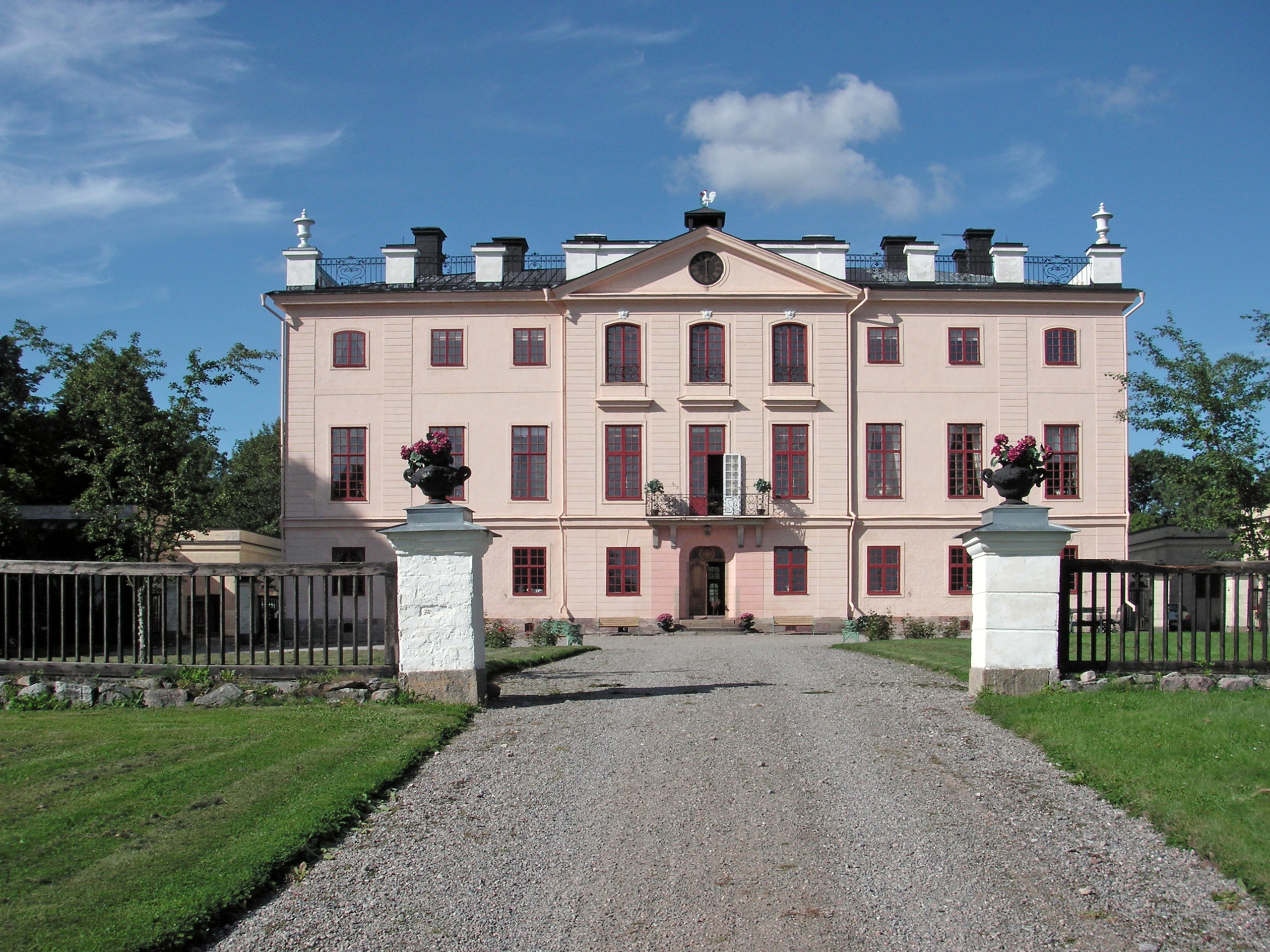
Château de Tistad (depuis 1812)